# Teleonemia cylindricornis
Teleonemia cylindricornis är en insektsart som beskrevs av Champion 1898. Teleonemia cylindricornis ingår i släktet Teleonemia och familjen nätskinnbaggar. Inga underarter finns listade i Catalogue of Life.